# Maximiliano Badell
Maximiliano Alberto Badell (La Plata, Provincia de Buenos Aires, 29 de agosto de 1988). Es un futbolista argentino. Juega de delantero y su actual club es Defensores de Cambaceres de la Primera C.

## Clubes
| Club                     | País       | Año           |
| ------------------------ | ---------- | ------------- |
| Estudiantes (La Plata)   | Argentina  | 2006-2008     |
| Platense                 | Argentina  | 2008          |
| Estudiantes (La Plata)   | Argentina  | 2009          |
| Durazno FC               | Uruguay    | 2009          |
| San Telmo                | Argentina  | 2010          |
| Provincial Osorno        | Chile      | 2010          |
| Herediano                | Costa Rica | 2011          |
| Central Córdoba (SdE)    | Argentina  | 2011-2012     |
| Villa Dálmine            | Argentina  | 2012-2013     |
| Defensores de Cambaceres | Argentina  | 2013-2014     |
| Guillermo Brown          | Argentina  | 2014-2015     |
| San Telmo                | Argentina  | 2016          |
| Fénix                    | Argentina  | 2016-2017     |
| Villa San Carlos         | Argentina  | 2017-2018     |
| Talleres (RdE)           | Argentina  | 2018-2019     |
| Gimnasia (CU)            | Argentina  | 2020          |
| Comunicaciones           | Argentina  | 2020-2021     |
| Villa San Carlos         | Argentina  | 2021-2023     |
| Defensores de Cambaceres | Argentina  | 2024-presente |